# おめでた
『おめでた』は、1989年4月10日～5月26日にTBS「花王 愛の劇場」枠にて放送されていた日本のテレビドラマ。

## キャスト
- 市毛良枝
- 萩原流行
- 春川ますみ
- 友里千賀子
- 松山英太郎
- アパッチけん（現・中本賢）
- 山村美智子（現・山村美智）
- 渡辺富美子
- 安田伸
- 河西健司
- 若原瞳
- 車だん吉
- 白石奈緒美
- 千野弘美

## スタッフ
- 脚本 - 雪室俊一ほか
- 演出 - 雨宮望、阿部雄一
- 製作 - オフィス・ヘンミ、TBS

## 主題歌
- 『マイ・ボーイ』 作詞・作曲 - 谷村新司、編曲 -川口真、歌 - 西村協